# Söxulfr
Söxulfr (o Saxolb en los anales irlandeses) fue un caudillo vikingo procedente de Lochlann que llegó a las costas de Irlanda a finales de 837 siguiendo a una flota de sesenta naves que surcaron el río Liffey que previamente saquearon «iglesias, fortalezas y aldeas», incluida posiblemente algunas de Dublín, pero la población local ya estaba advertida por las constantes embestidas escandinavas y el «jefe de los extranjeros» murió un año más tarde junto a 700 de sus hombres en Brega en un enfrentamiento contra los Uí Colgain, una rama de Cíanachta Breg.